# 선대칭

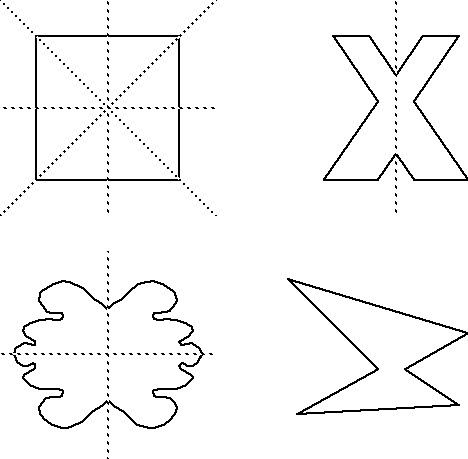
대칭축이 그려진 도형. 대칭축이 없는 도형은 선대칭이 아니다.

선대칭(線對稱)은 어떤 도형을  직선 (대칭축)을 중심으로 대칭시켰을 때 겹쳐지는 모양이다.
즉, 어떤 도형이 한 직선을 중심으로 선대칭이라는 것은 이 직선을 접는 선으로 하여 접었을 때 완전히 겹쳐진다는 것을 뜻한다.

## 성질
- 선대칭도형에서 대응변의 길이와 대응각의 크기는 각각 같다.
- 선대칭도형에서 대응점을 이은 선분은 대칭축에 의하여 이등분되고 대칭축과 수직으로 만난다.

## 같이 보기
- 대칭
- 점대칭
- 회전대칭
- 점대칭도형